# 聖務日課
聖務日課（せいむにっか、ラテン語：officium divinum, Liturgia horarum）は、カトリック教会などで行われる典礼の一つ。毎日行われる。カトリック教会では第2バチカン公会議まで全世界でラテン語で唱えられており、聖職者や修道者などによるものという位置づけであったが、典礼改革によってすべての信徒による祈りとしての位置づけに改められ、使用される言語はラテン語だけでなく、各言語に拡大した。1973年にカトリック中央協議会から刊行された日本語版聖務日課書は『教会の祈り 新しい聖務日課』と題されている。

## 概説
第2バチカン公会議文章である『典礼憲章』（Sacrosanctum Concilium）の第四章は「聖務日課」に関する規定である。これによれば聖務日課は「古来のキリスト教伝統によって、神への賛美を通して昼夜の全過程が奉献される」ことであった。この本来の目的を踏まえ、煩雑にあった時課を整理し、賛課（Laudes）を「朝の祈り」とし、晩課を「夕の祈り」としてこの二つを主要時課とし、朝課を「読書課」としていつでもとなえることができるように変えた。さらに終課を「寝る前の祈り」とし、一時課を廃止、三時課、六時課、九時課は任意でひとつを選んでも良いものとした。さらに聖務日課で唱えられる詩篇および聖書朗読の箇所、読書の内容を典礼暦を元に再配分した上で、より多くの人の祈りとするために、使用される言語をラテン語だけでなく、各言語に拡大した。なお、聖務日課を唱えることは歌隊共唱の義務を負う団体および修道者の義務とされている。
また一般的ではないが聖母マリアの小聖務日課も伝統的に唱えられてきた。現在の教会では義務ではなく私的信心業と位置づけられる。日本では世のひかり社から刊行されている。

## 構造
聖務日課の祈りの中心は旧約聖書の詩篇を唱えることにある。各時課によって違いはあるが、聖務日課の基本的なやり方は以下のとおりである。
- 初めの祈り（「神よ、私を力づけ急いで助けに来てください。栄光は父と子と聖霊に初めのように今もいつも世々に。アーメン。」）
  - 良心の糾明および回心の祈り（寝る前の祈りのみ）
- 賛歌
- 詩篇唱和
- 聖書朗読（読書課のみ聖書以外の教父などの著作も朗読される。）
  - ザカリアの歌（ベネディクトゥス・ドミヌス・デウス、ルカによる福音書1章68～79、朝の祈りに唱える）、マリアの歌（マニフィカト、ルカによる福音書1章46-55、夕の祈りに唱える）、シメオンの歌（ヌンク・ディミティス、ルカによる福音書2章29～32、寝る前の祈りに唱える）
  - 共同祈願(朝の祈り、夕の祈りのみ）
  - 主の祈り（朝の祈り、夕の祈りのみ）
  - 賛美の賛歌（テ・デウム、読書課のみ）
- 結びの祈り
- 結び
  - 聖母賛歌（レジーナ・チェリ、サルヴェ・レジーナ、アルマ・レデンプトリス・マーテル、アヴェ・レジーナ・チェロールムから一曲、寝る前の祈りのみ）

なお、聖務日課の詩篇は全体が一定の分量で区切られており、祈りをささげるものが交代で唱えることができるスタイルになっている。